# Naissance en 1219
Naissance
- 1215
- 1216
- 1217
- 1218
- 1219
- 1220
- 1221
- 1222
- 1223

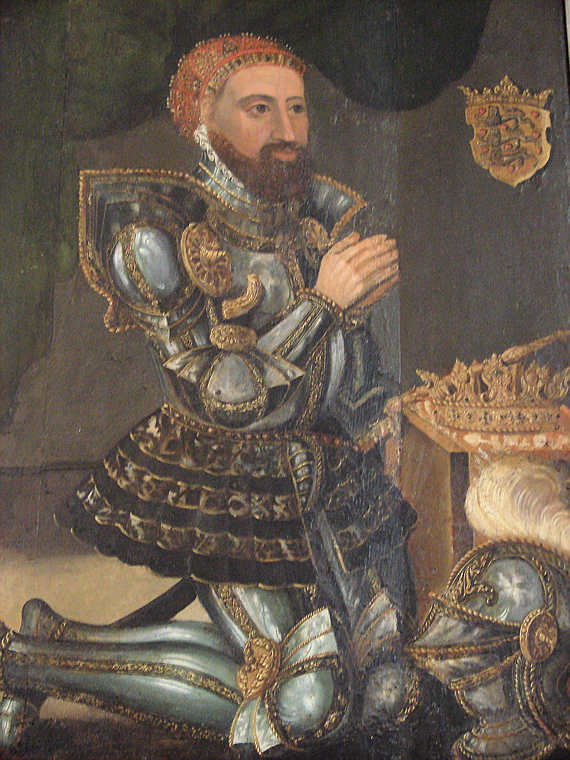
Christophe Ier de Danemark, né en 1219.

Cette page dresse une liste de personnalités nées au cours de l'année 1219
- 5 avril : Wonjong, vingt-quatrième roi de la Corée de la dynastie Goryeo.
- 5 mai : Alphonse II de Portugal, roi de Portugal.

- Jacques de Bazoches, évêque de Soissons.
- Christophe Ier de Danemark, roi du Danemark.
- Olivier de Sutton, évêque de Lincoln.
- Tettsū Gikai, patriarche sōtō.

date incertaine (vers 1219)
- Baudoin d'Avesnes, chevalier, seigneur de Beaumont, dans le Hainaut.

## Crédit d'auteurs
- Cet article est partiellement ou en totalité issu de l'article intitulé « 1219 » (voir la liste des auteurs).